# 296
Cette page concerne l'année 296  du calendrier julien. Pour l'année 296 av. J.-C., voir 296 av. J.-C. Pour le nombre 296, voir 296 (nombre).
L'année 296 est une année bissextile qui commence un mercredi.

## Événements
- 30 juin : élection de l'évêque de Rome Marcellin (fin en 304)[1].
- Juillet : révolte en Égypte, conduite par Domitius Domitianus dans le Delta du Nil ; il s'allie à Achilleus, qui mène un mouvement en Haute-Égypte, et le nomme correcteur. Achilleus, venu en renfort est battu dans l'est du Delta, ce qui entraîne le siège d'Alexandrie au début de l'hiver[2]
- Septembre : l'île de Bretagne est reconquise par les flottes du César Constance Chlore et de Julius Asclepiodotus. Après la défaite de l'usurpateur Allectus à Calleva Atrebatum la province est de nouveau incorporée à l'Empire romain[3] (ou en 295[2]).

- Dioclétien et Galère passent le Danube pour lutter contre  les Carpes et les Bastarnes. Les derniers, vaincus, sont déplacés en Thrace et en Pannonie après une reddition totale[4].
- Début de la guerre persique. Narses, roi sassanide de Perse, envahit l'ouest de l'Arménie, reprend la partie de la Mésopotamie cédée par Vahram II en 287, et avance jusqu'en Syrie, repoussant la défense romaine[5].

## Décès en 296
- 22 avril : Caïus, évêque de Rome[1].
- Allectus, usurpateur, en Bretagne.